# Centro di gravità (militare)
Il centro di gravità (inglese CoG) è un concetto sviluppato da Carl von Clausewitz, un teorico militare prussiano, nella sua opera Vom Kriege.
La definizione di CoG secondo il Dipartimento alla difesa statunitense è: "quelle caratteristiche, capacità o ubicazioni dalle quali una forza militare trae la sua libertà di azione, forza fisica e voglia di combattere"
Il centro di gravità, di solito, è considerato così la "fonte di forza". Di conseguenza, l'esercito tende a cercare un solo centro della gravità, normalmente nella capacità principale che risiede nel modo di portare a termine la propria missione. In altri termini l'esercito considera un CoG "amichevole" quegli elementi, caratteristiche e luoghi che consentono la migliore possibilità di portare a termine con successo, per sé e per i propri alleati, gli obiettivi prefissati. Al contrario, il CoG dell'oppositore è costituito da quegli elementi che si oppongono al raggiungimento dell'obiettivo da parte del nemico.